# Euridice (Caccini)

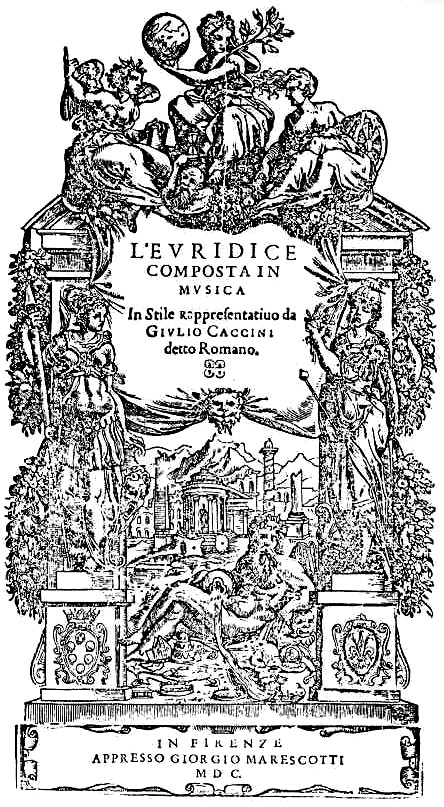
Frontespizio dellEuridice di Giulio Caccini

L'Euridice è un melodramma musicato, sul libretto di Ottavio Rinuccini, da Giulio Caccini fra il 1600 e il 1602, rappresentato al Palazzo Pitti di Firenze nel 1602.

## Storia
In occasione delle nozze di Maria de' Medici, figlia del granduca di Toscana Francesco I de' Medici, con Enrico IV di Francia, celebrate nel Duomo di Firenze il 5 ottobre 1600, Ottavio Rinuccini scrisse un testo, l'Euridice che venne musicato quasi contemporaneamente da Jacopo Peri e Giulio Caccini. Il melodramma l'Euridice fu rappresentato per la prima volta a Palazzo Pitti il giorno successivo al matrimonio (6 ottobre 1600) con la musica di Jacopo Peri, il quale tuttavia utilizzò anche due arie (l'aria di Euridice e l'aria del pastore) e il coro "Al canto, al ballo" di Caccini.

## Trama
L'Euridice del Rinuccini è un unico lungo testo in versi settenari ed endecasillabi, alternati liberamente, senza divisione in atti e senza che possano essere identificate strutture formali simili alle arie. Dopo un prologo, cantato dalla personificazione della "Tragedia", la scena si apre su di un ambiente pastorale dove si celebrano le nozze di Orfeo con Euridice. Successivamente i pastori narrano che Euridice è scomparsa dopo essere stata morsa da un serpente mentre era intenta a cogliere fiori. Orfeo si reca davanti alle porte dell'Averno per di commuovere gli abitanti degli inferi; grazie all'intercessione di Proserpina, Plutone rende Euridice ad Orfeo. Si ritorna alla scena iniziale: ninfe e pastori si rallegrano per il ricongiungimento di Orfeo ed Euridice proseguendo la festa nuziale iniziale.

## Linguaggio musicale
La versione successiva di Caccini fu una evidente risposta emulativa all'Euridice del Peri. Nella dedica della partitura al Conte di Vernio, Caccini affermò che la sua tecnica di scrittura, già impiegata da lui in altri madrigali, è «stata usata dagli antichi Greci nel rappresentare le loro tragedie e altre favole, adoperando il canto». Fornisce inoltre i criteri del suo stile musicale:
(Giulio Caccini, Dedica al Conte di Vernio de l'Euridice, Firenze : Marescotti, 1600 (ripr. Bologna: Forni, 1968))
Nel confronto con la favola del Peri, l'Euridice di Caccini si differenzia:
- nella «sprezzatura» (un tipo di abbellimento, essenzialmente il rubato, da inserire nel canto recitato per variarlo)
- nei «passaggi», essenzialmente trilli e scalette aggiunti ai canti spianati
- nella vena melodica più ricca

Secondo Massimo Mila, Caccini «si dimostra musicista di più facile vena melodica, più incline a passare dalla rigidità del recitativo alla compiutezza formale, se non dell'aria, del motivo».

## Ruoli
| Ruolo                                       | Voce     |
| ------------------------------------------- | -------- |
| La Tragedia                                 | soprano  |
| Euridice                                    | soprano  |
| Orfeo                                       | tenore   |
| Arcetro, un pastore                         | castrato |
| Tirsi, un pastore                           | tenore   |
| Aminta, un pastore                          | tenore   |
| Dafne                                       | soprano  |
| Venere                                      | soprano  |
| Plutone                                     | basso    |
| Proserpina                                  | soprano  |
| Radamanto                                   | basso    |
| Caronte                                     | tenore   |
| Ninfe e pastori, ombre e deità degli inferi |          |